# Nick Meglin
Nick Meglin, né Nick Megliola le 30 juillet 1935 et mort le 2 juin 2018, est un auteur de comics et responsable éditorial du magazine MAD.

## Biographie
Nick Megliola naît à Brooklyn le 30 juillet 1935. Il suit les cours à la School of Visual Arts de Manhattan. Il commence à travailler pour EC Comics durant ses études en écrivant, sous le nom de Nick Meglin, des scénarios de bandes dessinées publiées dans le comics Panic. Il travaille ensuite pour MAD avant d'effectuer son service militaire. Dès son retour de l'armée, il retrouve le magazine pour lequel il travaillera jusqu'en 2004. Il en reste cependant éditeur consultant. Après cette semi-retraite, il coécrit des comédies musicales : Grumpy Old Men : The Musical produit en 2011 et Tim and Scrooge monté en 2015. Il meurt le 2 juin 2018 à Durham d'une crise cardiaque,.